# Christian Gottfried Daniel Nees von Esenbeck
Christian Gottfried Daniel Nees von Esenbeck (ur. 14 lutego 1776 w zamku Reichenberg koło Reichelsheim (Odenwald), zm. 16 marca 1858 we Wrocławiu) – niemiecki lekarz, botanik, filozof, działacz społeczny i polityczny.

## Życiorys
W latach 1796–1799 studiował medycynę w Jenie, w roku 1800 po ukończeniu studiów medycznych otworzył praktykę lekarską, którą jednak wkrótce porzucił dla studiów językoznawczych i przyrodniczych. W 1816 roku został członkiem Niemieckiej Akademii Przyrodników Leopoldina (niem. Deutsche Akademie der Naturforscher Leopoldina), gdzie w 1818 został wybrany dożywotnim prezesem. W 1817 rozpoczął pracę jako profesor botaniki w Erlangen, by w 1818 przenieść się do Uniwersytetu w Bonn. W 1830 przeniósł się do Wrocławia gdzie wykładał botanikę na Uniwersytecie Wrocławskim oraz został dyrektorem wrocławskiego Ogrodu Botanicznego, zajmując stanowisko Ludolfa Christiana Treviranusa. Stopniowo zaczął udzielać się politycznie, społecznie i religijnie. W okresie Wiosny Ludów wyjechał do Berlina jako poseł do landtagu (1848). Za swoją działalność polityczną został w 1852 roku zwolniony z Uniwersytetu Wrocławskiego (bez prawa do emerytury). Umarł w biedzie we Wrocławiu w roku 1858.
Miał brata Theodora Friedricha Ludwiga Nees von Esenbecka, znanego botanika, mykologa i farmaceutę.

## Osiągnięcia
Członek wielu towarzystw naukowych (ponad 70), wydał podręcznik botaniki, a także przetłumaczone na język niemiecki dzieła angielskiego botanika Roberta Browna.
W nazwach naukowych opisanych przez niego taksonów dodawany jest skrót jego nazwiska Nees (jego brat opisywany jest skrótem T. Nees).